# Новодворский, Михал

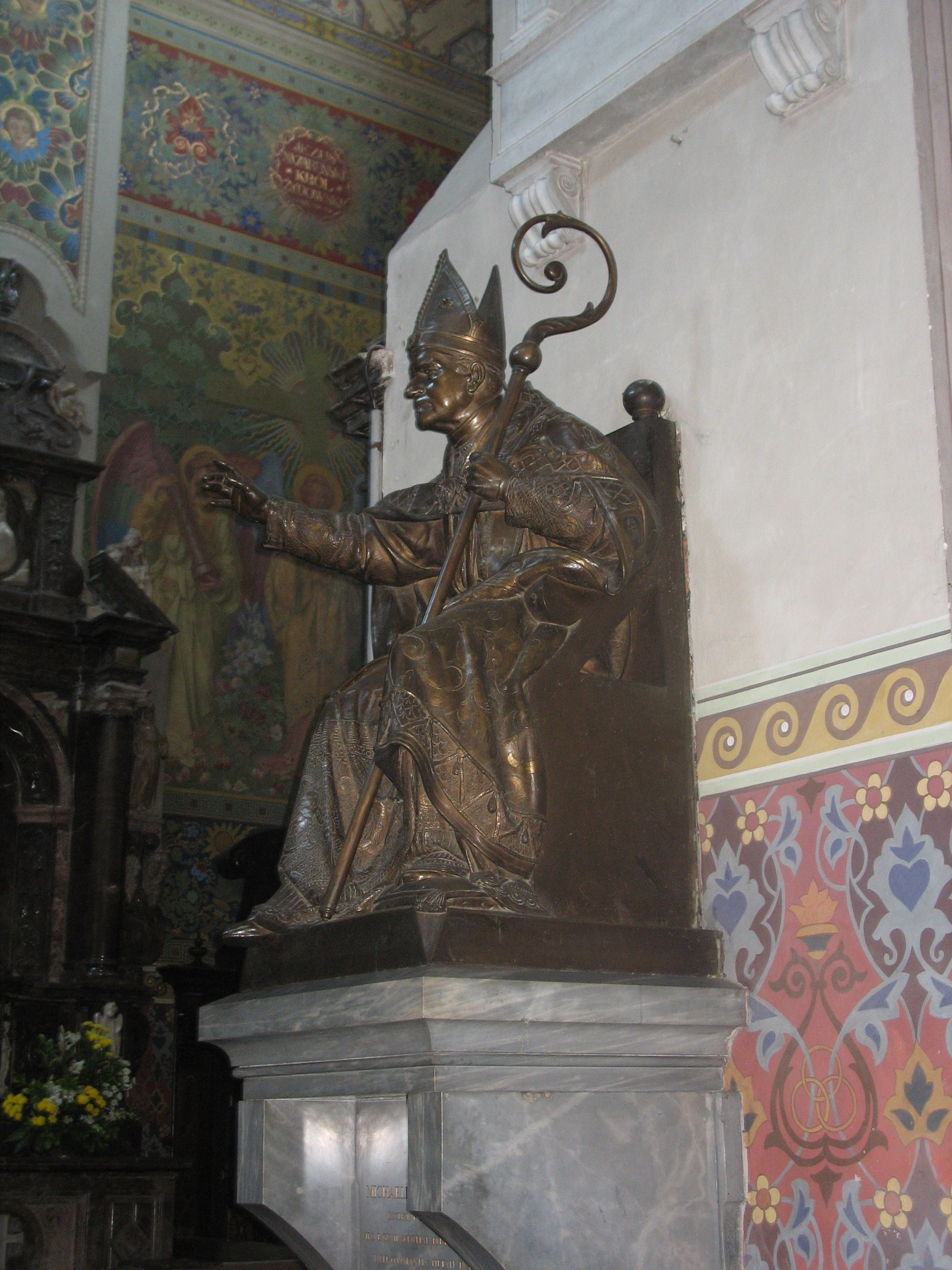
Памятник на месте захоронения М. Новодворского

Михал Новодворский (пол. Michał Nowodworski; 27 июля 1831, Влоцлавек, Варшавская губерния, Царство Польское, Российская империя — 12 июня 1896, Варшава, Царство Польское, Российская империя) — польский издатель, публицист, епископ Плоцкий (30.12.1889 — 15.06.1896).

## Биография
Был рукоположен в 1854 году. В 1859 году начал сотрудничать с журналом «Pamiętnik Religijno-Moralny». Со временем стал известен как большой патриот. Подвергался преследованиям со стороны царских властей.
Был депортирован в Пермскую губернию, однако не прекратил свою активную деятельность. Вернулся на родину в 1868 году, но ему было запрещено проживать в столице.
В 1889 году был назначен ординарием Плоцкой епархии. Много внимания уделял повышению научного уровня в местной семинарии и повышению интеллектуальной культуры местного духовенства.
Похоронен в Плоцком соборе.